# وای ازدواج
وای ازدواج (به تامیلی: Aaha Kalyanam) فیلمی است محصول سال ۲۰۱۴ و به کارگردانی ای. گوکول کریشنا است. در این فیلم بازیگرانی همچون نانی، وانی کاپور، کاتریک ناگراجان، سیمران ایفای نقش کرده‌اند.